# Козја ћуприја
Козја ћуприја јесте камени мост који се налази на путу који води из Сарајева долином Миљацке на Прачу и Дрину, око 3 км источно од града. 
Пут који је водио преко Козје ћуприје у Сарајеву је почињао на лијевој обали Миљацке, ишао преко Алифаковца и овдје прелазио на десну страну, а био је, у ствари, дио познатог цариградског друма, или такозване с тамболске џаде. Он је, дакле, преко Сарајева, Праче и Горажда везао читаву Босну са Санџаком, Србијом, Македонијом, Цариградом и цијелим Истоком. Била је то, у доба Турака, основна саобраћајна артерија у распону од XV до XIX вијека. Према томе, Козја ћуприја има, првенствено, значај објека на саобраћајној окосници царства, као што га је имао и вишеградски мост и многи други, док је њен локални значај сасвим споредан. У овај мост се развијају и извјесна излетишта, вежу обичаји са праћењем, дочецима и слично, али се уз њега никад није развило ни минимално насеље будући да за било какву урбану или руралну агломерацију на овом мјесту није било одговарајућих друштвено-економских услова. Можда баш у самој чињеници да су људи, долазећи у Сарајево, код Козје ћуприје били већ толико уморни од пута и хитали да се што прије одморе и смјесте лежи разлог зашто је овај мост у приличној мјери остао незапажен, како од путописаца и пјесника, тако и од сликара, иако би по својој архитектоници заслуживао далеко већу пажњу него неки други објекти исте врсте. Још прије осамдесет година, због изградње данашњег пута од Сарајева према Мокром, постао је стари пут који лијевом обалом Миљацке води на Козју ћуприју сувишан, сасвим споредног и локалног значаја, а у вези с тим и Козја ћуприја остаје изван промета и постаје претежно циљ излетника. Од тада се на овом мосту, углавном, одвијао сам пјешачки и локални колски промет, па се усљед тога није ни посвећивала потребна пажња одржавању овог објекта. 
Мали је број историјских података који се односе на Козју ћуприју, па је тако доста тешко реконструисати њен историјат, а посебно конкретније говорити о њеном настанку, о утемељитељу и градитељу.

## Настанак моста
Као и многе друге мостове, и за овај се тврди да је дјело Римљана, иако за то нема никаквих опипљивих аргумената. Тако Станојевић биљежи: ,,На Миљацки, води студеној, има неколико мостови, од којих је најстарији онај који се зове Козја ћуприја, за који причају да су га Римљани зидали, а козе прелазиле." Међутим, као одговор на ову Станојевићеву тврдњу, Роберт Михел уопштено каже: ,,То да су скоро сви стари мостови у земљи означени као римски, није базирано на легендама, већ на површним оцјенама путника који такве грађевине нису хтјели да припишу Турцима."
Донекле индиректан податак се јавља из 1550. године у путопису Катарина Зена, који је из Сарајева ишао даље на исток уз Миљацку и преко брда на њеној обали изашао на Пале. Зено том приликом уопштено спомиње мостове на Миљацки преко којих је морао да пређе, а конкретно тврђаву Ходидјед, коју је уз пут видио. Иако нам не даје директне податке о Козјој ћуприји, из његове биљешке можемо непобитно закључити да су на овом путу били већ подигнути мостови за обезбјеђење саобраћаја, мада не знамо какви су били и да ли су међу њима и они који су се до данас сачували.
Забиљежена је легенда која градњу овог моста приписује неком сиромашном пастиру Мехи, коме су родитељи рано умрли од куге, а комшије га узели под своје. Као дјечак ишао је сеоском хоџи у мектеб и ту понешто чуо о сјају Стамбола, султану и царској свити; касније је, чувајући козе око Лапишнице, читао књиге које би му његов бивши учитељ посудио и сањарио о далеком граду на Златном рогу.
Једног дана примијети да једна коза нешто упорно копка, те тамо нађе више ћупова блага. Остварио се његов сан, отишао је у Цариград, гдје је учио на највишим школама, ступио у царску службу и постао паша. Колиба његова поочима прометну се у богату кућу, а у сјећање на козе и нађено благо на Миљацки, Мехо подиже мост који назва Козја ћуприја.
У једној другој верзији легенда говори о два брата, Синану и Мехмеду, који су чувајући козе по Јарчедолу једног дана нашли скривено благо у једној пећини. Од тог блага Мехмед је подигао мост на Миљацки, а брат му Синан подиже џамију, која и данас постоји у улици Драгице Правице на Бистрику под називом Кечеџи Синанова џамија.
Према тумачењу Сејфудина Кемуре, Кечеџи Синанова џамија подигнута је 1544. године. Надимак ,,Кеџечи" он изводи од козара (кеци - коза), а чињеница да се Козја ћуприја (Кеци купру) налази, такође, у близини Сарајева и протиче из приближно истог времена је основ за легенду о два брата козара. Према новијим истраживањима настанак споменуте џамије треба пребацити педесетак година раније: 1515. године спомиње се махала месџида Кекеки Јусуфа, а 1541. године махала месџида Кекеки Синана. Како се ни у том, а ни у каснијим изворима више не јавља име Кекеки Јусуфа, и како имена Јусуф и Синан носе често иста лица, Х. Шабановић сматра да се ради о истом човјеку, истом објекту и истој махали. Кекеки као надимак изведен је од именице кеке (што значи кука за тргање и савијање грана воћки), а у народу је трансформисан у надимак кечеџи.
Према једном податку из 1682. године, који објављује А. Бејтић, каже се да село Јарчедол носи своје име свакако већ у XVII вијеку, да се ради о старој насеобини, чији је облик имена изведен од јарца или јарчева, које су становници тог села сигурно гајили, јер су овдје имали изванредно повољну испашу. Испод овог села на Миљацки налази се Козја ћуприја, па је занимљиво да је по истој животињи настало име како села тако и моста. Имамо разлога за претпоставку да се уз цариградски друм у близини Козје ћуприје налазио трг на коме се продавала стока; такав сеоски трг у турским документима се обично назира ,,Koy pazari". Ако се поред таквог трга налазио мост, доста је логично да се мост назове Koy kupru, а ако су козари из Јарчедола преко тог моста на пазар доводили своје козе, то је лако могуће да Koy pazari kupru постане у народном језику Козја ћуприја, да би се то ,,Козја" касније почело преводити са Keci kupru. У том моменту могла је настати легенда, која је помијешала оснивача моста, легендарног Меху, са Кекеки Синаном, односно Јусуфом. 
Тешко је вјеровати на основу архитектонских карактеристика овог објекта да је он настао у вријеме када и Кекеки Синанова џамија, односно прије друге половине шеснаестог вијека. Ако Катарино Земо и спомиње мостове на Миљацки, не значи да то нису могли бити, евентуално, и првобитне градње од дрвета, које су касније замијењене каменим, као што је то био случај и у Вишеграду, гдје је Курипешић у свој цртежу приказао дрвени мост, а гдје је у другој половини шеснаестог вијека саграђен познати Мост Мехмед-паше Соколовића Високог. Раније поменути Роберт Михел прилично самоувјерено, иако без документације, повезује ова два објекта и говори да легендарни Мехо, који је саградио Козју ћуприју, није нико други до Мехмед-паша Соколовић. 
Свакако ова тврдња не би била нарочито увјерљива да један други индиректни доказ не упућује и на ту могућност. То је сачувани текст натписа са киоска који се налазио крај самога моста, а који је на основу записа био врло лијеп објекат, саграђен, вјероватно, у вријеме довршавања самог моста, као надомјестак софи која се нормално појављује на средишњем стубу мостова са више лукова (вишеградски мост). Сачувани текст натписа даје нам годину постављања 1577-1578, тј. исто вријеме када је постављен и млађи натпис на вишеградској ћуприји.
Турски мостови, првенствено, објекти стратешко-економског значаја, које гради држава осигуравајући транспорт на значајним магистралама царства. Управо Соколовићево доба било је доба реализације магистралних путева на најширем плану и том плану се може приписати не само градња моста у Вишеграду, већ и овог, као следећег објекта на уређењу магистрале, једнако као и моста на Жепи, као објекта на одвојку од цариградског друма низ Дрину. С обзриом на тако широко засновану концепцију, а посебно зато што се имају докази да је и Арсланагића мост Соколовићево дјело, може се сматрати и да је тај објекат на Требишњици саставни дио једне магистрале, те да на њој још један диван објекат ове врсте - Везиров мост у Подгорици, такође припишемо овом оснивачу. 
Горња хипотеза о Соколовићу као иницијатору не само вишеградске већ и Козје ћуприје, као и моста на Жепи, јесте довољан разлог да градитеље објекта вежемо за градитеља вишеградског моста. Легенда говори да је један ученик градитеља вишеградског моста саградио мост на Жепи. Било би сасвим вјероватно да је други ученик саградио овај мост, а архитектонске квалитете говоре да се радило о мајстору великих квалитета и о добром познаваоцу мостоградње и стила. Тако би, дакле, и овај објекат припадао цариградској Дарул-хендесе поред наших најважнијих мостова, мостарског и вишеградског. 

## Поправке моста
Сигурни историјски подаци који говоре о Козјој ћуприји, потичу углавном из осамнаестог и деветнаестог вијека и претежно се односе на поправке изведене на мосту или на уређења у околини моста. 
Због поправке моста које је изводио Земаљски завод за заштиту споменика културе Босне и Херцеговине у току 1956. и 1957. године стручњаци овог Завода прикупили су, углавном, сву доступну грађу, која је објављена у годишњаку ,,Наше старине" 1958. године у чланку Љиљане Краљевић: ,,Козја ћушрија на Миљацки". 
Мула Мустафа Башескија године 1771. биљежи да је из задужбине хаџи Османа Хаџибекташевића саграђен камени зид од Козје ћуприје до Алифаковца. Ово је, колико је до сада познато, најстарији писани спомен о Козјој ћуприји, иако се на сам мост директно не односи, будући да се градњом тог зида осигуравао пут до моста. 
Први податак о поправци моста налази се у такситу (разрез пореза за везирски двор) који је расписан на села сарајевског кадилука за вријеме босанског везира Хусамудин-паше. Ту се налазе и следећи подаци за поправак Козје ћуприје: 
- за клесани камен за поправку Козје ћуприје клесару Ахмед-баши се даје 87,5 гроша:
- дунђерима се даје 290 гроша и 36 пара;
- радницима се даје 117 гроша и 14 пара;
- за дрвену грађу и жељезо се даје 115 пара;
- за пренос грађе на руке мутеселим-аги се даје 15 гроша;
- пословођи Хасан-аги за радове на мосту се даје 40 гроша;
- за надзор на споменутом мосту се даје 40 гроша.

Радови на мосту су, дакле, били прилично озбиљни. Шта је узроковало те радове, тешко је рећи. Но, из чињенице да се прилично велика свота троши за дрвену грађу и жељезо може се наслутити да је код тих поправака била потребна скела, а то значи да се радило о оштећењима озбиљног карактера, вјероватно на самом своду моста. Тражећи се могући узрок овог оштећења, може се можда рећи да је он лежао у набујалој ријеци Миљацки, којој конструкција није могла да одоли. Истина, мост је вертикално развијен, његова упоришта и почетак свога уздигнути су 4 метра изнад нормалног водостаја, а тјеме свода преко 10 метара, па би се морало очекивати да таквој конструкцији бујица неће нашкодити. Но, ако се погледа шта се у то вријеме дешавало у овом граду, константоваћемо да се је три године раније Сарајево доживјело једну од највећих поплава које су забиљежене. Према Башескијину запису ,,порушише се сви мостови осим Шехер-ћехајина, који остаде... Свијет изван Сарајева причао је како су и у околини Сарајева порушене многе ћуприје, воденице и куће". Колика је бујица била, свједочи податак да је и Махала Крачуле, релативно уздигнута у односу на обалу Миљацке, такође била поплављена. Ако се замисли та силна бујица сливена у тјесанац код Козје ћуприје, чини се да ми вода била довољно велика да овом мосту нашкоди. Иако Башескија не наводи конкретно Козју ћуприју, горњи цитати дозвољавају да се наслути да је и она могла страдати.
Може се поставити питање зашто овај мост није поправљен одмах. Одговор за ово лежи, сигурно, у материјалним проблемима и то не само у погледу средстава, већ и у погледу градитеља, у којима је оскудијевало, док је послова било много. Чињеница је да нам Башескија даје податке да се поједини објекти, порушени при провали Еугена Савојског, 1697. године, поправљају и кроз цијелу прву половину осамнаестог вијека, није ни чудо да се један мост поправља три године након оштећења, утолико прије што није искључено да је на том мјесту у међувремену постојала и нека дрвена конструкција за прелаз. Интересантна је чињеница да се свега четири године касније крај Козје ћуприје подиже привремени дрвени мост. Гдје је тај мост тачно стајао, то се не може рећи, јер о томе нема прецизних података, а ни неких трагова на терену. Но подаци о градњи овог дрвеног моста могу се наћи у сиџилу, гдје је уписано да је потребна грађа за дрвени мост код Козје ћуприје, будући да је камена ћуприја оштећена: 
- за 40 комада великих дасака патосница се даје 40 пара;
- за 20 комада једноструких јармова се даје 20 пара;
- за 10 комада двоструких јармова се даје 20 пара;
- за 30 комада баскија (тесане летве) се дају 4 паре;
- за 50 савкова од храстовине се дају 2 паре.

Ова грађа је расписана на општину Пале. Није познато када је нестао поменути мост, али је јасно да је он настао услед потребе да се промет нормално одвија и у вријеме док су извођени замашни радови на јако оштећеној Козјој ћуприји. Радови на каменом мосту су текли паралелно. Године 1799. био је свод на Козјој ћуприји обновљен. Ипак се десило да је тај обновљени свод, вјероватно приликом скидања скеле, попустио. Башескија даје податке:,, 18. мухарема 1214 (22.06.1799. година) сруши се свог Козје ћуприје у близини града Сарајева на пет-шест мајстора који су је градили, па од њих један заглави, а остали се озлиједише. Ово представља историјску основу за легенду о мајстору који је стајао под мостом док се скидала скела, са жељом да погине ако се свод по уклањању скеле не одржи. 
Када је мост доведен у исправно стање, не може се на основу расположивих података казати. Овде је, међутим, занимљиво да управо у осамнаестом вијеку у околини Сарајева на два објекта мостоградње (на овом и на Али-пашином мосту) долази до више узастопних поправки, што очигледно говори о несолидност изведбе радова у то вријеме. Разлог томе сигурно треба тражити у мањку добрих градитеља, јер то више нису мимари из цариградске школе, већ домаћи неимари, које најчећше позивају са њиховим групама из Херцеговине, а чији је домет ограничен и скроман. Уколико је и било образованих градитеља, они су у немирном осамнаестом вијеку сигурно највећим дијелом били ангажовани као војни инжењери у константним ратовима које Турска у то вријеме води са својим сјеверним границама. Не треба губити из вида да је управо ово доба вријеме формирања народне пјесме у оном облику у коме је у деветнаестом вијеку записивана, па су ови мукотрпни тренуци невјештих градитеља опјевани у пјесми и сачувани у легенди. 
Један документ из 1838. године говори о поправци пута за Козју ћуприју и разрушеног зида гробља на Алифаковцу. То је списак података који су исплаћени из трећине иметка умрлог хаџи Мустафа-аге Бегића из Кучук-Катибове махале, што га је он опоруком одредио за ту сврху.
Последњи податак о поравци моста за вријеме турске управе је из 1866. године. Извјештај о томе донио је тадашњи сарајевски лист ,,Босна" овако: ,,На такозваној Козјој ћуприји, пола сата хода од Сарајева, преко ријеке Миљацке водећој, било се нешто покварило, чега ради је била потребна велика поправка. Та поправка свршена је... "
За вријеме аустроугарске окупације, приликом изведбе новог пута од Сарајева према Палама, на мосту је извршена поправка. На десној обали додат је надзид на чеоне зидове и тако је нивелета подигнута да би се ускладили прилази моста са новопросјечним друмом. Радови су извођени од 1880. до 1888. године.
Козја ћуприја поправљана је и у току 1956-1957. године.

## Изглед моста
Архитектурска концепција Козје ћуприје условљена је конфигурацијом терена на овом дијелу ријечног корита. Миљацка овде није широко разливена, нити су обале ниске, већ дубоко усјечена у стијене између којих се пробија. 
Изабрано је најпогодније мјесто за премошћавање у читавој околини. Два стјеновита масива, приближно исте висине, приближују обале на око 17,5 метара. Невелик распон и знатне висине, које је терен предодређивао траси цариградског друма на овом дијелу, условили су пресвођење ријеке у једном једином луку, аналогно мосту на ушћу Жепе, или на кориту Неретве у Мостару. 
Велики, приближно полукружни, нешто притиснут свод над коритом ријеке и два џиновска ока на њевогим чеоним зидовима, бјелина добро обрађеног сарајевског кречњака са ефектно потцртаним кривуљама отвора у материјалу који контрастира бојом; остварење које је исто толико игра колико и композиција апстрактних геометријских облика у динамичној негеометријској разиграности околне природе - то су прве импресије овог моста.
Распон свода износи 17,60 метара, што значи да се ширина отвора приближно подудара са већим отворима вишеградског и Арсланагића моста. Обликованом, међутим, Козја ћуприла се приближава мостарском и ливањском мосту, те мосту у Клепцима код Чапљине. Свод почиње око два метра изнад нормалног водостаја Миљацке, тако да висина од воде до интрадоса износи око десет метара. У односу распона и висина налази се некако између мостарског моста и моста у Клепцима и за ту пропорцију везана је и основна посматрачева импресија.
Лежаји свода нису посебно наглашени вијенцем, како се то најчешће срета на мостовима; конструкција почиње са живе стијене, која је на лијевој обали видљива, а на десној под водом, па неколико слојева вертикално зиданих камених квадера представљају зидано упориште за горњи дио. Иако лијево упориште лежи на некомпактном терену, овде нема приобалних крилних зидова, као што ћемо наћи у Мостару и Клепцима. На лијевој обали конструкција се у цјелини ослања на чврсту стијену. 
Свод је у доњем дијелу зидан од кречњака, а у горњем од седре (што је карактеристично за све мостове у Сарајеву). Чеони лукови су увучени од површине чеоних зидова, па тако настаје пластично потцртавање овог конструктивног елемента. Два полукружна олакшавајућа отвора, који представљају обликовну специфичност и конструктивно неопходно растерећење, распоређени су у маси чеоних зидова с обје стране свода и имају распоне од 3,01 и 3,15 метара. Ови елементи смјештени су на фасадама моста у нешто асиметричним односима према главном отвору и завршном вијенцу. Оквири ових отвора, као и сам свод, изведени су од седре по читавон дубини и од чеоних зидова моста пластично се увлаче за 3-4 центиметра, чиме настаје пластично потцртавање отвора, аналогно ефекту на главном своду.
Чеони зиводи на овом мосту изведени су у цјелини од правилно обрађено сарајевског кречњака. На тај начин дошло је до ефектног дјеловања декоративно примијењеног материјала, јер бјелина зидне површине још јаче потцртава контраст лучних оквира од окерасте седре. Само још на једном мосту у Републици налазимо сличну декоративну игру материјалима: у Подградској ћуприји у Стоцу.
Нивелета моста оцртава се вијенцем и кораклуком од бијелог кречњака, што је овде сачувано, док је на свим другим сарајевским мостовима већ давно уништено. Уз лијеву обалу нивелета стазе на мосту била је у новије вријеме, у доба аустроугарске окупације, ублажена једним јако уочљивим надозидом, но тај надозид је при нозервацији моста 1956. године уклоњен, а вијенац и ограда враћени у свој првобитни положај.
Просјечна ширина моста је око 4,75 метара, иако има знатних одступања, нарочито на дијелу ближем лијевом обали. Стаза на мосту је била калдрмисана, па је калдрма обновљена при последњим радовима на мосту. Ширина моста и стазе, за читав аршин већа од мостарског моста, говори о интензитету промета на појединим комуникацијама као факроту при димензионирању ширине мостова, а то ће се одразити као знатна шитина и код неких мањих мостова, односно као мања ширина неких који иначе по дужини спадају у највеће.
Ефектна архитектурска разрађеност, која је нашла свој израз у обликовној игри и колористичким контрастима материјала, издваја Козју ћуприју из релативно знатног броја сачуваних споменика ове врсте, а ако се има у виду да су остали сарајевски мостови дорађени проширењима за пјешачке стазе и жељезним оградама, онда је ово једини у цјелости сачувани стари мост на водотоку ријеке Миљацке.